# Iso-Häppälä
Iso-Häppälä är en sjö i kommunen Kangasniemi i landskapet Södra Savolax i Finland. Arean är 43 hektar och strandlinjen är 4,56 kilometer lång. Sjön  ingår i Kymmene älvs huvudavrinningsområde.   Den ligger omkring 71 kilometer nordväst om S:t Michel och omkring 230 kilometer norr om Helsingfors. 